# Hodac
Hodac (veraltet Hodacul Gurghiului; ungarisch Görgényhodák) ist eine Gemeinde im Kreis Mureș in der Region Siebenbürgen in Rumänien.

## Geographische Lage

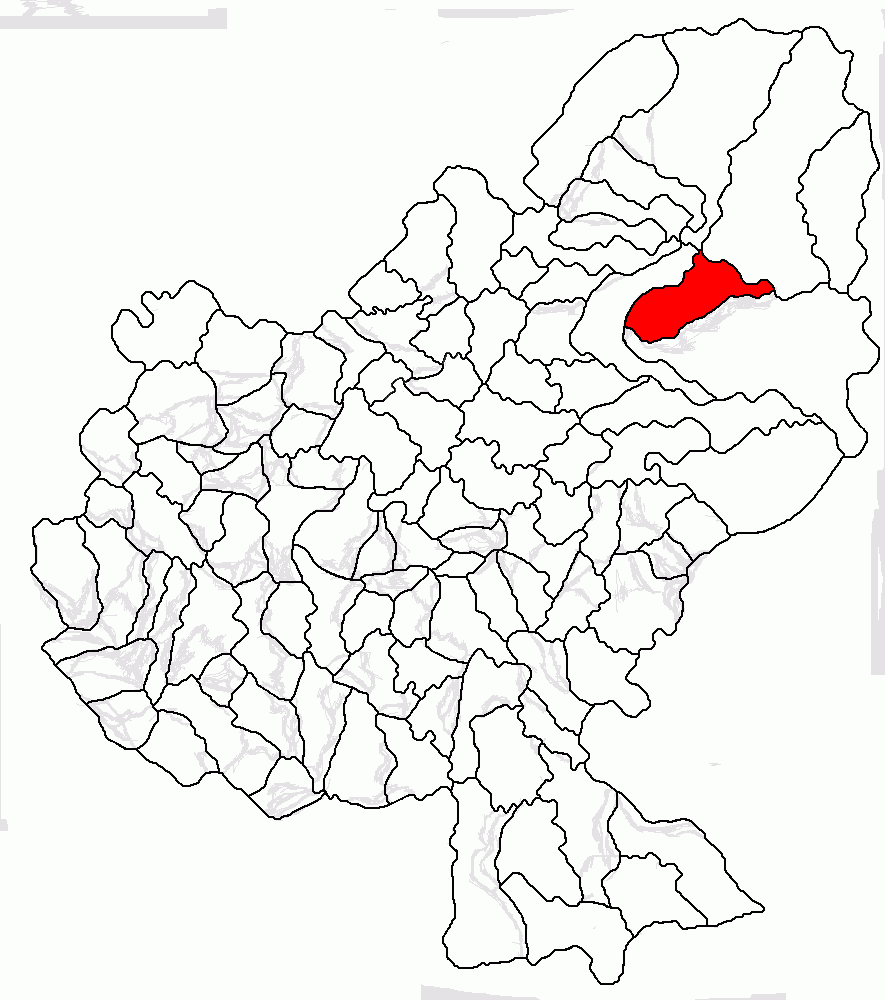
Lage der Gemeinde Hodac im Kreis Mureș

Die Gemeinde Hodac liegt in den westlichen Ausläufern des Gurghiu-Gebirges (Munții Gurghiu) östlich des Reener Ländchens, im Nordosten des Kreises Mureș. Am Gurghiu ein linker Nebenfluss des Mureș (Mieresch) und an der Kreisstraße (drum județean) DJ 153H, liegt der Ort Hodac 15 Kilometer östlich von der Stadt Reghin (Sächsisch-Regen) und etwa 50 Kilometer nordöstlich von der Kreishauptstadt Târgu Mureș (Neumarkt am Mieresch) entfernt.

## Geschichte
Der Ort Hodac wurde 1453 erstmals urkundlich erwähnt. Eine Erdumwallung auf dem Areal des Gemeindezentrums konnte noch keinem Zeitalter zugeordnet werden.
Im Königreich Ungarn gehörte die heutige Gemeinde dem Stuhlbezirk Régen alsó (Unter-Regen) im Komitat Maros-Torda, anschließend dem historischen Kreis Mureș und ab 1950 dem heutigen Kreis Mureș an.
Hodac ist zudem das Zentrum des traditionellen Flötenbaus mit rund 200.000 hergestellten Fluier in den 1980er Jahren.
Am 19. März 1990 beteiligten sich mit Bussen nach Târgu Mureș transportierte Einwohner des Ortes maßgeblich an der Eskalation zwischen Ungarn und Rumänen in Folge des Endes der Ceausescu-Diktatur.

## Bevölkerung
Die Bevölkerung der Gemeinde Hodac entwickelte sich wie folgt:
| 1850 | 1.196 | 1.145 | -  | -  | 51           |
| 1900 | 2.632 | 2.508 | 33 | 21 | 70           |
| 1930 | 3.857 | 3.631 | 11 | 2  | 213          |
| 1966 | 5.077 | 5.049 | 11 | -  | 17           |
| 2002 | 4.981 | 4.960 | 8  | 2  | 11           |
| 2011 | 5.104 | 5.018 | 4  | -  | 82           |
| 2021 | 4.942 | 4.806 | 3  | -  | 113 (8 Roma) |

Seit 1850 wurde auf dem Gebiet der heutigen Gemeinde die höchste Einwohnerzahl und die der Rumänen 1966 registriert. Die höchste Anzahl der Magyaren wurde (50) 1890, die der Rumäniendeutschen 1900 und die der Roma (201) wurde 1941 ermittelt.
Die Hauptbeschäftigung der Bevölkerung ist die Viehzucht, die Landwirt- und die Forstwirtschaft.

## Städtepartnerschaft
Die französische Gemeinde Bressuire pflegt, nach eigenen Angaben, seit 1990 mit Gemeinde Hodac eine Partnerschaft. Die Gemeinde Hodac macht keine Angaben zu Partnerschaften.